# Cornelis Eversdijk

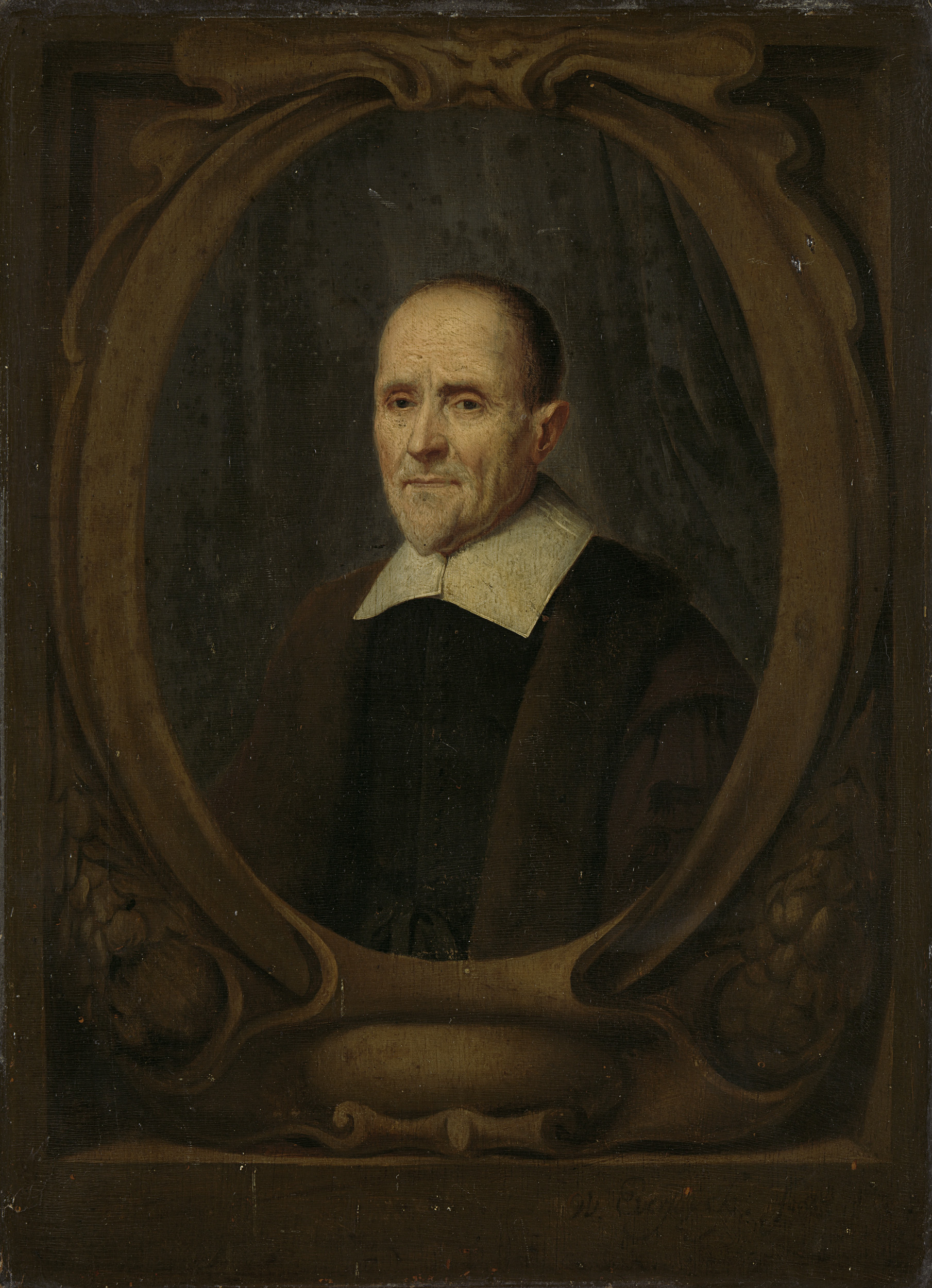
Cornelis Eversdijk

Cornelis Franszoon Eversdijk (Goes, 20 mei 1586 – Middelburg, 19 december 1666) was een Nederlands wiskundige en vooraanstaand burger in Goes.

## Biografie
De familie waartoe Eversdijk behoorde, was verbonden met Goes. Cornelis was een Goese patriciër. Hij was stadsmeester in de jaren 1609, 1612, 1615 en 1619. Verder was hij ook weesmeester in de jaren 1616 tot 1618, 1620 tot 1628, 1630 tot 1632 en 1634 tot 1635.
Hij trouwde in Goes met Tanneke Adriaans Mannée op 26 mei 1607. Samen kregen ze acht kinderen. Tot aan zijn dood was hij rekenmeester voor Zeeland. Hij stierf op 80-jarige leeftijd op 19 december 1666 in Middelburg en werd in Goes begraven op 27 december 1666.
De Cornelis Eversdijkstraat in zijn geboorteplaats Goes werd naar hem vernoemd.